# Nová syntéza 2
Nová syntéza 2 je páté studiové album české rockové skupiny Blue Effect, která jej nahrála pod počeštěným a zkráceným názvem M. efekt společně s Jazzovým orchestrem Československého rozhlasu jako pokračování předchozí desky Nová syntéza. Album vyšlo v roce 1974 ve vydavatelství Panton s katalogovým číslem 11 0489. Texty ke skladbám napsali Pavel Vrba a Eduard Pergner pod pseudonymem Boris Janíček.
Na CD vyšla remasterovaná verze Nové syntézy 2 s bonusy v roce 1997 (Bonton Music), roku 2009 bylo album vydáno v rámci box setu 1969–1989 Alba & singly & bonusy.

## Seznam skladeb
| Strana 1 | Strana 1       | Strana 1 | Strana 1 | Strana 1 |
| Pořadí   | Název          | Hudba    | Text     | Délka    |
| -------- | -------------- | -------- | -------- | -------- |
| 1.       | Nová syntéza 2 | Hladík   | Vrba     | 22:09    |

| Strana 2       | Strana 2                             | Strana 2       | Strana 2       | Strana 2 |
| Pořadí         | Název                                | Hudba          | Text           | Délka    |
| -------------- | ------------------------------------ | -------------- | -------------- | -------- |
| 1.             | Je třeba obout boty a pak dlouho jít | Hladík         | Janíček        | 9:57     |
| 2.             | Klíště                               | Hladík         | Janíček        | 3:31     |
| 3.             | Jedenáctého října                    | Kůstka         | Janíček        | 7:35     |
| Celková délka: | Celková délka:                       | Celková délka: | Celková délka: | 43:09    |

## Obsazení
- M. efekt
  - Radim Hladík – kytara
  - Lešek Semelka – klávesy, zpěv
  - Josef Kůstka – baskytara, elektrické housle (ve skladbě „Nová syntéza 2“), zpěv (ve skladbách „Je třeba obout boty a pak dlouho jít“ a „Jedenáctého října“)
  - Vlado Čech – bicí
- Jazzový orchestr Československého rozhlasu, řídí Kamil Hála
  - sólisté:
    - Laco Déczi – trubka
    - Karel Růžička – elektronické varhany
    - Petr Král – tenorsaxofon
- sbor Pavla Kühna (ve skladbě „Nová syntéza 2“)